# N'Golo Kanté
N'Golo Kanté (sinh ngày 29 tháng 3 năm 1991) là một cầu thủ bóng đá chuyên nghiệp người Pháp hiện đang thi đấu ở vị trí tiền vệ phòng ngự cho câu lạc bộ Saudi Pro League Al-Ittihad và Đội tuyển bóng đá quốc gia Pháp.
Anh bắt đầu sự nghiệp của mình tại đội bóng Boulogne và trải qua hai mùa bóng với câu lạc bộ Caen tại giải đấu Ligue 1. Năm 2015, Kanté ký hợp đồng với đội bóng Anh là Leicester City với giá 8 triệu €, Kanté giành chức vô địch Premier League ngay tại mùa giải đầu tiên cùng câu lạc bộ này. Kanté được gọi vào đội tuyển quốc gia Pháp năm 2016, có tên trong đội hình dự UEFA Euro 2016 và cùng đội tuyển Pháp vô địch FIFA World Cup 2018.
Năm 2016, anh chia tay Leicester City chuyển đến Chelsea, tiếp tục cùng Chelsea vô địch Premier League mùa giải 2016–17. Ngoài ra anh còn có danh hiệu Cúp FA, UEFA Europa League, UEFA Champions League, UEFA Super Cup và FIFA Club World Cup.

## Sự nghiệp

### Leicester City
Vào ngày 3 tháng 8 năm 2015, Kanté gia nhập Leicester City theo một bản hợp đồng có thời hạn 4 năm, với mức phí chuyển nhượng là 8.000.000 € (£ 5,6 triệu).
Ngay tại mùa giải đầu tiên với câu lạc bộ Kanté là người góp công lớn cho chức vô địch Premier League 2015-16 đầu tiên của Leicester City.

### Chelsea

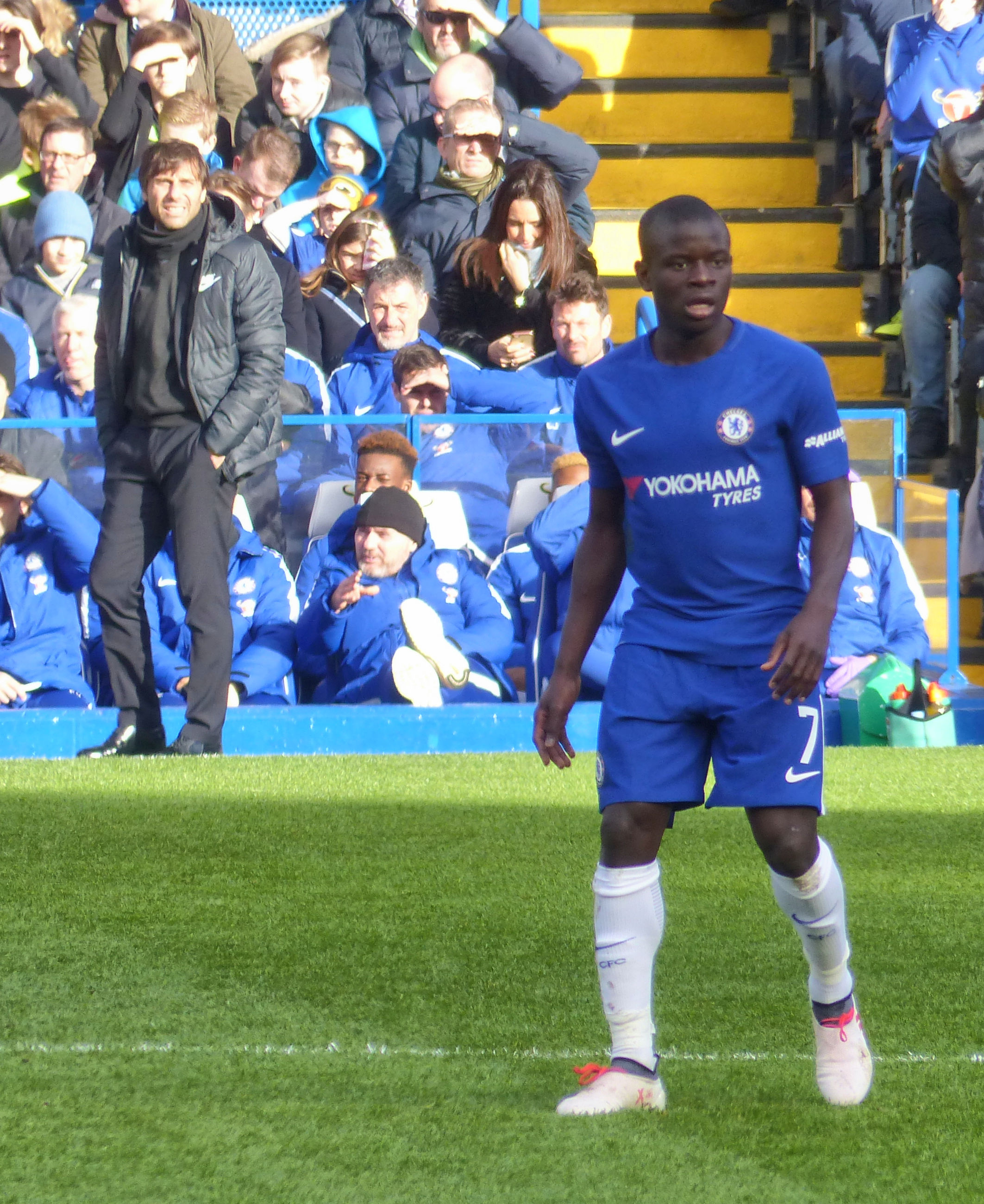
N'Golo Kanté trong màu áo Chelsea

Ngày 16 tháng 7 năm 2016, Kanté chính thức gia nhập Chelsea.
Ngày 23 tháng 10 năm 2016, Kanté có 1 pha phối hợp và đi bóng đẹp mắt, loại bỏ hoàn toàn hàng thủ Manchester United và ghi bàn vào lưới David de Gea, qua đó giúp Chelsea đánh bại Manchester United với tỷ số 4-0. Mùa giải năm đó, Chelsea vô địch Premier League.
Ngày 30/05/2021, Kanté trở thành cầu thủ xuất sắc nhật trận chung kết UEFA Champion League, góp phần đưa Chelsea vô địch. Ngoài ra anh còn là cầu thủ xuất nhất nhất trận bán kết lượt đi và lượt về giữa Chelsea với Real Madrid.

### Al-Ittihad
Vào ngày 21 tháng 6 năm 2023, Kanté đồng ý ký hợp đồng với câu lạc bộ Al-Ittihad vào ngày 1 tháng 7 sau khi hết hạn hợp đồng với Chelsea.

## Sự nghiệp quốc tế
Ngày 17 tháng 3 năm 2016, Kanté được triệu tập vào đội tuyển Pháp cho hai trận đấu giao hữu với Hà Lan và Nga.
Kanté cũng có tên trong đội hình của Đội tuyển bóng đá quốc gia Pháp tham dự EURO 2016, giải đấu mà anh và các đồng đội đã lọt vào trận chung kết nhưng chịu thất bại trước Bồ Đào Nha.
Anh cũng có tên trong đội hình của tuyển quốc gia Pháp tham dự World Cup 2018, giải đấu mà anh và các đồng đội đã giành chức vô địch lần thứ hai sau khi vượt qua Croatia ở trận chung kết.
Sau 2 năm vắng bóng kể từ khi không tham dự World Cup 2022 Kanté bất ngờ quay lại Đội tuyển bóng đá quốc gia Pháp để tham dự UEFA Euro 2024 được tổ chức tại Đức vào tháng 6 năm 2024.

## Phong cách thi đấu
Mặc dù sở hữu chiều cao khiêm tốn, nhưng N'Golo Kanté được đánh giá là một trong những tiền vệ phòng ngự hay nhất thế giới ở thời điểm hiện tại. Kanté là cầu thủ toàn diện ở cả khía cạnh phòng ngự lẫn tấn công. Sở hữu thể lực dẻo dai, bền bỉ không biết mệt mỏi giúp anh hoạt động như một ''máy quét'' thực thụ để bù đắp cho ngoại hình thấp bé của mình. Khả năng phán đoán tình huống, đọc trận đấu, kỹ năng tranh chấp cực tốt cùng với sự cơ động của mình khiến Kanté dễ dàng có mặt tại mọi điểm ''nóng'' để hỗ trợ, bọc lót cho đồng đội, ngăn chặn các đợt lên bóng của đối phương. Bên cạnh khả năng phòng ngự, Kanté còn rất sắc bén trong việc tổ chức tấn công. Thân hình nhỏ bé cộng với thể lực dồi dào giúp anh có những pha bứt tốc trong các tình huống phản công hoặc thực hiện những đường chuyền vượt tuyến bằng nhãn quan của mình. Bất kể ở khía cạnh tấn công hay phòng ngự, anh đều thi đấu rất xuất sắc. Kanté thường được so sánh với cựu cầu thủ Claude Makélélé từ ngoại hình lẫn lối chơi. Bất kể ở trong màu áo Leicester City, Chelsea và đội tuyển Pháp, Kanté đều là nhân tố quan trọng đóng góp cho thành công của đội bóng. Ở Chelsea dưới thời HLV Maurizio Sarri, Kanté được xếp đẩy lên đá cao hơn. Bất chấp gặp nhiều khó khăn khi thi đấu ở vị trí không phải sở trường của mình, Kanté đều ra sân với tinh thần nhiệt huyết và luôn cố gắng hoàn thành tốt vai trò của mình. Sau này, tuy đã có một khoảng thời gian sa sút dưới thời  Frank Lampard nhưng anh đã lấy lại phong độ và tiếp tục được tân huấn luyện viên Thomas Tuchel tin dùng trong những trận đấu quan trọng.

## Thống kê

### Câu lạc bộ
Tính đến ngày 27 tháng 5 năm 2024
| Câu lạc bộ          | Mùa giải            | Giải đấu            | Giải đấu | Giải đấu | Cúp quốc gia | Cúp quốc gia | Cúp liên đoàn | Cúp liên đoàn | Châu Âu | Châu Âu | Khác   | Khác    | Tổng cộng | Tổng cộng |
| Câu lạc bộ          | Mùa giải            | Mùa giải            | Ra sân   | Ghi bàn  | Ra sân       | Ghi bàn      | Ra sân        | Ghi bàn       | Ra sân  | Ghi bàn | Ra sân | Ghi bàn | Ra sân    | Ghi bàn   |
| ------------------- | ------------------- | ------------------- | -------- | -------- | ------------ | ------------ | ------------- | ------------- | ------- | ------- | ------ | ------- | --------- | --------- |
| Boulogne            | 2011–12             | Ligue 2             | 1        | 0        | 0            | 0            | 0             | 0             | —       | —       | —      | —       | 1         | 0         |
| Boulogne            | 2012–13             | CN                  | 37       | 3        | 2            | 1            | 0             | 0             | —       | —       | —      | —       | 39        | 4         |
| Boulogne            | Tổng cộng           | Tổng cộng           | 38       | 3        | 2            | 1            | 0             | 0             | —       | —       | —      | —       | 40        | 4         |
| Caen                | 2013–14             | Ligue 2             | 38       | 2        | 4            | 1            | 1             | 0             | —       | —       | —      | —       | 43        | 3         |
| Caen                | 2014–15             | Ligue 1             | 37       | 2        | 1            | 1            | 1             | 0             | —       | —       | —      | —       | 39        | 3         |
| Caen                | Tổng cộng           | Tổng cộng           | 75       | 4        | 5            | 2            | 2             | 0             | —       | —       | —      | —       | 82        | 6         |
| Leicester City      | 2015–16             | Premier League      | 37       | 1        | 1            | 0            | 2             | 0             | —       | —       | —      | —       | 40        | 1         |
| Chelsea             | 2016–17             | Premier League      | 35       | 1        | 5            | 1            | 1             | 0             | —       | —       | —      | —       | 41        | 2         |
| Chelsea             | 2017–18             | Premier League      | 34       | 1        | 5            | 0            | 2             | 0             | 6       | 0       | 1      | 0       | 48        | 1         |
| Chelsea             | 2018–19             | Premier League      | 36       | 4        | 2            | 0            | 5             | 1             | 10      | 0       | 0      | 0       | 53        | 5         |
| Chelsea             | 2019–20             | Premier League      | 22       | 3        | 1            | 0            | 0             | 0             | 4       | 0       | 1      | 0       | 28        | 3         |
| Chelsea             | 2020–21             | Premier League      | 30       | 0        | 4            | 0            | 1             | 0             | 12      | 1       | —      | —       | 47        | 0         |
| Chelsea             | 2021–22             | Premier League      | 26       | 2        | 3            | 0            | 4             | 0             | 6       | 0       | 3      | 0       | 42        | 2         |
| Chelsea             | 2022–23             | Premier League      | 7        | 0        | 0            | 0            | 0             | 0             | 2       | 0       | —      | —       | 9         | 0         |
| Chelsea             | Tổng cộng           | Tổng cộng           | 190      | 11       | 20           | 1            | 13            | 1             | 41      | 0       | 5      | 0       | 269       | 13        |
| Al-Ittihad          | 2023–24             | Saudi Pro League    | 30       | 2        | 4            | 1            | —             | —             | 6       | 0       | 6      | 1       | 46        | 4         |
| Tổng cộng sự nghiệp | Tổng cộng sự nghiệp | Tổng cộng sự nghiệp | 370      | 21       | 32           | 5            | 17            | 1             | 47      | 0       | 11     | 1       | 477       | 28        |

1. ↑  Số lần ra sân tại AFC Champions League
2. ↑  Hai lần ra sân tại Arab Club Champions Cup, hai lần ra sân và một bàn thắng tại FIFA Club World Cup, hai lần ra sân tại Saudi Super Cup

### Đội tuyển quốc gia Pháp

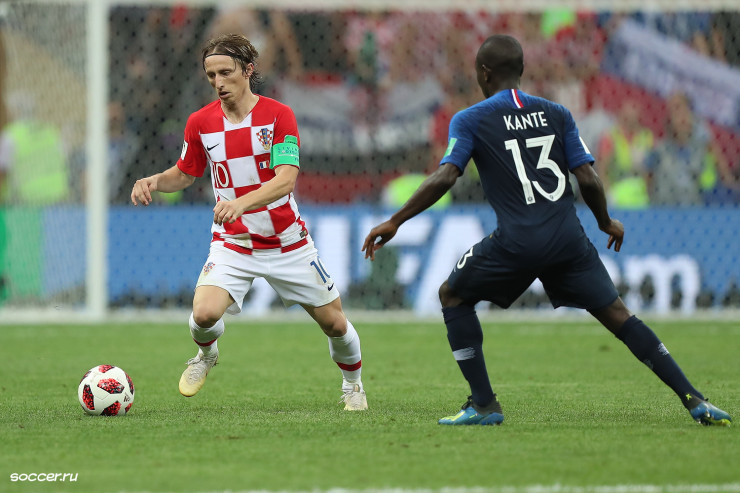
N'Golo Kanté và Luka Modrić đối đầu nhau tại World Cup 2018

Tính đến ngày 16 tháng 11 năm 2021.
| Đội tuyển | Năm       | Ra sân | Ghi bàn |
| --------- | --------- | ------ | ------- |
| Pháp      | 2016      | 13     | 1       |
| Pháp      | 2017      | 7      | 0       |
| Pháp      | 2018      | 16     | 0       |
| Pháp      | 2019      | 3      | 0       |
| Pháp      | 2020      | 5      | 1       |
| Pháp      | 2021      | 7      | 0       |
| Pháp      | 2022      | 2      | 0       |
| Tổng cộng | Tổng cộng | 53     | 2       |

#### Quốc tế
| # | Ngày                      | Địa điểm                                  | Đối thủ    | Bàn thắng | Kết quả | Giải đấu                    |
| - | ------------------------- | ----------------------------------------- | ---------- | --------- | ------- | --------------------------- |
| 1 | ngày 29 tháng 3 năm 2016  | Stade de France, Saint-Denis, Pháp        | Nga        | 1–0       | 4–2     | Giao hữu                    |
| 2 | ngày 14 tháng 11 năm 2020 | Sân vận động Ánh sáng, Lisbon, Bồ Đào Nha | Bồ Đào Nha | 1–0       | 1–0     | UEFA Nations League 2020–21 |

## Danh hiệu

### Câu lạc bộ

#### Leicester City
- Premier League: 2015–16[12]

#### Chelsea
- Premier League: 2016–17[12]
- FA Cup: 2017–18[13]
- UEFA Europa League: 2018–19[14]
- UEFA Champions League: 2020–21[15]
- UEFA Super Cup: 2021
- FIFA Club World Cup: 2021

Al-Ittihad
- Saudi pro League: 2024-2025
- King's Cup: 2024-2025

### Quốc tế
- UEFA European Championship á quân: 2016[16]
- FIFA World Cup: 2018[17]
- UEFA Nations League: 2020–21

### Cá nhân
- Premier League PFA Team of the Year: 2015–16[18]
- Cầu thủ xuất sắc nhất năm của PFA: 2016-17[19]
- Cầu thủ xuất nhất nhất trận bán kết lượt đi và lượt về giữa Chelsea với Real Madrid, UEFA Champion League 2020–21.
- Cầu thủ xuất nhất nhất trận chung kết giữa Chelsea với Manchester City, UEFA Champion League 2020–21.

## Đời sống riêng
Kanté sinh ra trong một gia đình người Mali nhập cư vào Pháp từ năm 1980. Lớn lên trong một căn hộ nhỏ ở Rueil-Malmaison, Hauts-de-Seine. Khi mới bắt đầu sự nghiệp cầu thủ chuyên nghiệp ở Boulogne, Kanté phải đi lại giữa nhà và nơi luyện tập bằng xe trượt scooter. Em gái của Kanté cũng là cầu thủ bóng đá đang được đào tạo trong đội trẻ của Suresnes.